# Богородск (Омская область)
Богородск — деревня в Тюкалинском районе Омской области. Входит в состав Никольского сельского поселения.

## История
Основана в 1912 году. В 1928 году деревня Богородицкая состояла из 45 хозяйств, основное население — русские. Центр Богородицкого сельсовета Тюкалинского района Омского округа Сибирского края.

## Население
| 1926 | 2010 |
| ---- | ---- |
| 248  | ↘32  |